# David Mazouz
David Mazouz (Los Angeles, Califòrnia, 19 de febrer del 2001) és un actor estatunidenc, conegut com el personatge Jake Bohm a la sèrie de televisió Touch. Ara és famós com el personatge Batman, Bruce Wayne a la sèrie Gotham.

## Carrera
En David va començar la seva carrera com a actor en comercials. Als vuit anys, va aconseguir la seva primera pel·lícula, Coming & Going, dirigida per Edoardo Ponti. Poc després, va ser llançat en la pel·lícula per cable Amish Grace. Després va aconseguir un paper com l'estrella de la sèrie de televisió de Fox, Touch, com el personatge, "Jake", al costat de Kiefer Sutherland qui interpreta al seu pare, "Martin". Jake mai parla. Està obsessionat amb els números - escriure llargues cadenes d'ells en els seus quaderns sempre presents - i amb els telèfons mòbils descartats. No obstant això, Jake té la capacitat de percebre els patrons aparentment ocults que connecten tota vida al planeta. Correspon al seu pare, Martin, per ajudar a connectar amb Jake i forma a la destinació de la humanitat.
Juntament amb el seu pròspera carrera en televisió, David mostra la seva versatilitat en la pel·lícula de terror Sanitarium. Ell protagonitza al costat de Malcolm McDowell, Lou Diamond Phillips, Lacey Chabert, Chris Mulkey, i Robert Englund. David també ha estat recentment emesos en "Converses amb Andy" com "Preston", un nen de deu anys que es veu obligat a lluitar amb el divorci dels seus pares. La pel·lícula està en la pre-producció. El repartiment inclou a Ty Simkins (Insidious) i Willow Shields (Els Jocs de la Fam). A l'estiu de 2013 David va rodar la pel·lícula l'Inventor de Jocs en un paper de lideratge per a Disney amb Joseph Fiennes, Ed Asner sobre un nen que es converteix en un inventor de jocs i perd als seus pares i s'embarca en un viatge per descobrir el misteri i rescatar-los. Rodada a l'Argentina en 3D, la pel·lícula està programat per ser llançat l'estiu de 2014.
Al desembre, David va ser trobat a un paper per Blumhouse crida Incarnate costat d'Aaron Eckhart com un nen posseït per un dimoni. Poc després, David va aconseguir el paper del jove Bruce Wayne en la producció de Warner Bros. per Fox anomenat Gotham per a la televisió en la tardor de 2014. Ell està a punt de començar el rodatge de la pel·lícula, 6 Miranda Drive unitat amb Kevin Bacon, Radha Mitchell i Lucy Fry sobre una família lluitant contra els seus propis dimonis personals, així com un sobrenatural de portar de tornada d'unes vacances.
Altres crèdits en televisió de David inclouen un nen en detenció preventiva de Mike i Molly; El fill de James Spader a The Office; un jove amb problemes a Private Practice; i un nen de morir en Criminal Minds.

## Vida personal
David va néixer a Los Angeles, Califòrnia, a Rachel Cohen, una psicoterapeuta, i Michel Mazouz, un metge. Ell té una germana gran, Rebecca Mazouz. Ell és d'una família jueva sefardita; el seu pare és de Tunísia, i la seva mare va néixer als EUA, als pares de Grècia. David ha estudiat musical i improvisació esbós a Second City, així com The Improv, on va escriure el seu propi material. Mentre que David ja ha aconseguit tant i va aconseguir importants fites en la seva carrera, el seu somni és treballar amb els seus ídols, entre ells Steven Spielberg, Tina Fey, Kristin Wiig, JJ Abrams, Tim Burton, Leonardo DiCaprio, Robert Downey Jr., i David O. Russell. Li agrada passar temps amb els seus amics de l'escola, jugar amb els seus gossos, i estar amb la seva germana. Li fascina els mapes i la geografia, i li agrada el cinema, l'aprenentatge de la guitarra, escriure lletres, cantar, ballar i actuar. David pren regularment classes de guitarra; de fet, ell va aconseguir una guitarra de Costar Kiefer Sutherland com un 11- regal d'aniversari.

## Filmografia

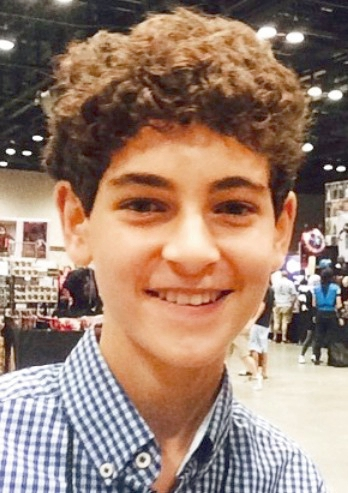
David Mazouz en 2015

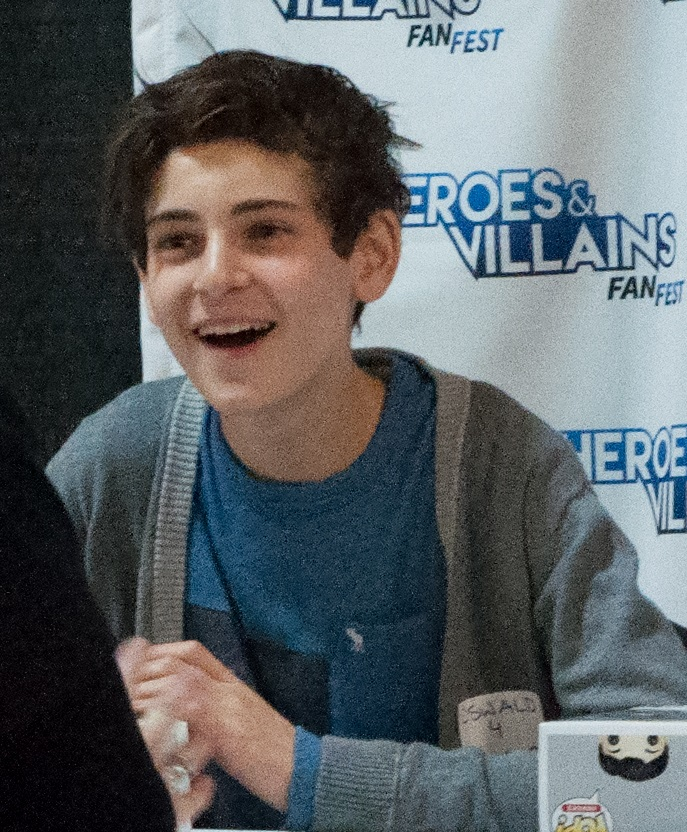
David Mazouz en 2016

### Cinema
| Any  | Títol                            | Personatge     |
| ---- | -------------------------------- | -------------- |
| 2015 | Incarnate                        | Cameroon       |
| 2015 | 6 Miranda Drive                  | Michael Taylor |
| TBA  | Conversations with Andy          | Cameroon       |
| 2014 | Monsters Are Real (curtmetratge) | Steven         |
| 2014 | The Games Maker                  | Ivan Drago     |
| 2013 | Dear Dumb Diary                  | Hudson Rivers  |
| 2013 | Sanitarium                       | Steven         |
| 2011 | Coming & Going                   | Timmy          |
| 2010 | Amish Grace                      | Andy Roberts   |

### Televisió
| Any        | Títol            | Personatge      | Notes                           |
| ---------- | ---------------- | --------------- | ------------------------------- |
| 2015       | American Idol    | Ell mateix      | 1 episodi                       |
| 2015       | Home & Family    | Ell mateix      | 1 episodi                       |
| 2014- 2019 | Gotham           | Bruce Wayne     | 100 episodis                    |
| 2014       | Drop Dead Diva   | Ryan Hatcher    | 1 episodi: Life & Death         |
| 2013       | Major Crimes     | Steve           | 1 episodi: All In               |
| 2013       | Good Day L.A.    | Ell mateix      | 1 episodi donat al 22 de febrer |
| 2012-2013  | Touch            | Jake Bohm       | 26 episodis                     |
| 2011       | Criminal Minds   | Ryan Hall       | 1 episodi: Bittersweet science  |
| 2011       | The Office       | Bert California | 1 episodi: Spooked              |
| 2011       | Private Practice | Marshall Rakoff | 1 episodi: Good Bless the Child |
| 2011       | Mike & Molly     | Randy           | 1 episodi: After the Lovin'     |

### Anuncis
| Títol                        | Personatge            |
| ---------------------------- | --------------------- |
| Burger King                  | Un nen                |
| Hallmark Channel/LazEboy     | Un fill d'una família |
| Long John Silver             | Fill/nen              |
| Chevy                        | Fill d'una família    |
| Capital One                  | Grandson              |
| Little Tykes                 | Petit Roquer          |
| American Express             | Nen                   |
| All/ Oxi                     | Nen                   |
| Chrysler                     | Fill                  |
| Long John Silver Restaurants | Fill/nen              |
| Chevy Volt                   | Fill                  |

## Premis
| Any  | Premi               | Categoria                                            | Resultat |
| ---- | ------------------- | ---------------------------------------------------- | -------- |
| 2013 | Premis Young Artist | Millor actuació en una sèrie de televisió-actor jove | Candidat |

https://www.imdb.com/title/tt3749900/